# Никола Бояджиев (революционер)
Вижте пояснителната страница за други личности с името Никола Бояджиев.
Никола Иванов Бояджиев е български революционер, деец на Вътрешната македоно-одринска революционна организация.

## Биография
Бояджиев е роден в 1867 година във Велес, тогава в Османската империя. Брат е на революционера Михаил Бояджиев. Учи в българската гимназия във Солун, но не успява да я завърши. Работи като книжар, а по-късно като учител в Банско, Воден, Дойран, Сяр, Струмица и на други места. Влиза във ВМОРО на 14 юли 1895 година при основаването на гевгелийския революционен комитет от Гоце Делчев, в който влизат учителят Илия Докторов, Тома Баялцалиев, Гоце Чанов и търговците хаджи Нако Николов Матков, Мирче Димитров (родом от Прилеп) и Андон Динков Илиев Дойранлията. По разпореждане на Делчев комитетът е оглавен от Бояджиев. На него му е възложено да организира по-голямата част от българите в града и по-видните личности от селата в околията, тъй като като главен учител в околийския център, на него са подчинени всички селски учители.
По-късно става директор на Сярската българска девическа прогимназия. В 1901 година след Солунската афера е арестуван и осъден на 101 години. Заточен е в Подрум кале, където лежи 20 месеца.
Умира на 5 октомври 1911 година във Велес.